# Barolo (Italia)
Barolo (Bareu o Bareul in piemontese) è un comune italiano di 621 abitanti della provincia di Cuneo, in Piemonte noto per dare il nome all’omonimo vino.
Il comune rientra con la langa del Barolo tra i patrimoni dell'umanità.

## Geografia fisica
Il paese si trova su un piccolo altopiano, a forma di sperone, protetto dai rilievi circostanti, disposti ad anfiteatro. Il territorio è quello collinare tipico delle Langhe ad un'altitudine compresa tra i 213 e i 480 m s.l.m.

## Storia
Non ci sono notizie precise sulla nascita di Barolo, benché la zona fosse abitata in epoca preistorica da tribù celto-liguri, il primo insediamento effettivo sul territorio è di origine barbarica e risalente all'Alto Medioevo. Durante il dominio Longobardo dipendeva da Gastaldo di Diano, passò poi sotto la Contea di Alba e successivamente sotto la Marca di Torino. Il nucleo originario del castello fu eretto in quel periodo da Berengario I, come difesa dalle scorrerie Saracene. Nel 1200 il paese viene citato nel Rigestum Comunis Albe con il nome di Villa Barogly.
Nel 1250 la famiglia Falletti, acquisì tutti i possedimenti di Barolo dal Comune di Alba. I Falletti erano una potente famiglia di banchieri, esponenti della nuova borghesia, i quali segnarono il destino di Barolo e delle zone circostanti. Intorno al 1300 arrivarono a controllare fino a una cinquantina di feudi piemontesi. Nel 1486 Barolo entrò a far parte dello Stato Monferrino, passando poi nel 1631 ai Savoia con il trattato di Cherasco.
Barolo divenne poi Marchesato nel 1730, il primo Marchese fu Gerolamo IV. Dopo Gerolamo IV ci furono soltanto altri due Marchesi: Ottavio Alessandro Falletti e Carlo Tancredi, alla morte di quest'ultimo governò sua moglie la Marchesa Juliette Colbert, la quale si distinse per la sua brillantezza e per le sue azioni a favore dei più deboli. Alla sua morte nel 1864 tra le sue volontà vi fu la costituzione dell'Opera Pia Barolo alla quale lasciò l'intero patrimonio di famiglia.

## Monumenti e luoghi d'interesse

### Architetture religiose
- Chiesa di San Donato, parrocchiale.
- Chiesa della Madonna Assunta, chiesa sussidiaria.
- Chiesa di Sant'Agostino.
- Chiesa di San Ponzio, parrocchiale nella frazione di Vergne.

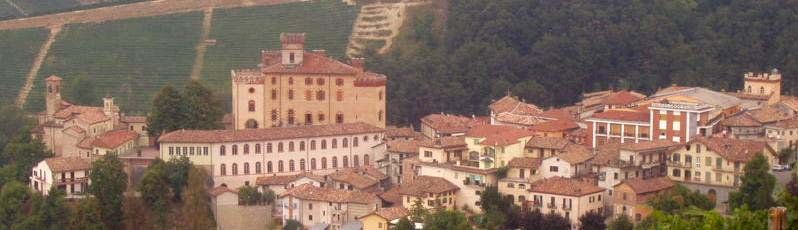
Barolo, panoramica

### Architetture militari
- Castello di Barolo

## Società

### Evoluzione demografica
Abitanti censiti

### Etnie e minoranze straniere
Secondo i dati Istat al 31 dicembre 2017, i cittadini stranieri residenti a Barolo sono 94, così suddivisi per nazionalità, elencando per le presenze più significative:
1. Romania, 51

## Cultura

### Istruzione

#### Biblioteche
- Biblioteca Civica Paolo Rinaldi.[10]

#### Musei
- WiMu (Wine Museum), museo etnografico ed enologico del vino Barolo aperto dal 2010 nel castello Falletti. Comprende venticinque sale espositive disposte su cinque piani.
- Museo dei cavatappi

## Economia
Il comune di Barolo fa parte degli 11 comuni dove è possibile vinificare e produrre il vino omonimo.

## Amministrazione
| Periodo        | Periodo        | Primo cittadino  | Partito      | Carica  | Note   |
| -------------- | -------------- | ---------------- | ------------ | ------- | ------ |
| 14 giugno 1999 | 14 giugno 2004 | Mazzocchi Fulvio | Lista civica | Sindaco | [ 11 ] |
| 14 giugno 2004 | 8 giugno 2009  | Mazzocchi Walter | Lista civica | Sindaco | [ 12 ] |
| 8 giugno 2009  | 26 maggio 2014 | Mazzocchi Walter | Lista civica | Sindaco | [ 13 ] |
| 26 maggio 2014 | 26 maggio 2019 | Renata Bianco    | Lista civica | Sindaco | [ 14 ] |
| 26 maggio 2019 | 9 giugno 2024  | Renata Bianco    | Lista civica | Sindaco | [ 15 ] |
| 9 giugno 2024  | in carica      | Fulvio Mazzocchi | Lista civica | Sindaco | [ 15 ] |